# Karancsalja
Karancsalja è un comune dell'Ungheria di 1.485 abitanti (dati 2019). È situato nella contea di Nógrád.